# Trágala
El Trágala es una canción que los liberales españoles utilizaban para humillar a los absolutistas tras el pronunciamiento de Riego en Las Cabezas de San Juan que dio comienzo al Trienio Liberal (1820-1823). 

## Historia
Nació en 1820 en los ambientes populares de Cádiz en defensa de la Constitución. Según Juan José Carreras Ares, de la Universidad de Zaragoza, «frente a la calculada ambigüedad de la letra del Himno de Riego —en la que en los versos originales una abstracta patria llama a sus hijos-soldados a la batalla contra un malvado "tímido esclavo"—, la canción del Trágala designa con crudeza y eficacia política al enemigo anticonstitucional: "tú que no quieres/lo que queremos" tendrás que tragar con la Constitución». De hecho el Trágala será valorada muy negativamente por los liberales moderados y por los periódicos afines a esta tendencia que insisten en el carácter insultante de la letra y en que se trata de una canción vulgar. «Mal engendro», la llamará Antonio Alcalá Galiano, quien la comparará con una cencerrada dedicada a los enemigos de la Constitución por las capas populares.
Pero también se hacen valoraciones positivas. Un periódico liberal de Cádiz publicó en julio de 1820 la carta de un ciudadano que decía: «Cádiz está loco, y yo no sé como estoy; pues todos nos abrazamos, cantamos y alegramos, sin ver a los serviles por ninguna parte, aunque oyen el trágala, trágala, trágala, que todos vamos diciendo por la calle». Sin embargo, predominan las negativas pues un año después el diario El Universal advertía que el Trágala ha cesado de ser «una canción patriótica que debe avisar a los enemigos de la constitución, y se ha convertido en un instrumento de venganza». Tras el fracaso del golpe de Estado de julio de 1822 el Ayuntamiento de Madrid pidió a los vecinos «que olvidéis el Trágala», porque «aunque patriótica, se ha tomado por causa para dividir los ánimos y fomentar las discusiones».
El modelo de esta y otras canciones políticas fueron sin duda las canciones propagandísticas de la Revolución francesa, como el Ah! Ça ira, con el que tiene alguna similitud en su sonoridad. Tras la intervención de las potencias de la Santa Alianza (expedición francesa de los Cien Mil Hijos de San Luis al mando del duque de Angulema), pasó a ser un símbolo de la resistencia contra la represión política de la Década Ominosa. 
El Trágala, con diferentes letras, se siguió cantando en España como símbolo izquierdista contra la derecha y anticlerical contra la Iglesia católica y republicano contra la monarquía en distintas coyunturas históricas, notablemente durante la Segunda República y la guerra civil española. Hubo muchas versiones de la letra de autoría anónima y popular.
Otra difundida versión del estribillo decía:

Trágala, trágala,
vil servilón,
tú que no quieres
Constitución.

Los absolutistas también crearon su propia versión con el siguiente estribillo:

Trágala, trágala,
tú liberal,
tú que no quieres
corona real.